# 私の好きな天安門
「私の好きな天安門」（わたしのすきなてんあんもん）、「我愛北京天安門」（ウォーアイ ベイジン ティエンアンメン、中国語: 我爱北京天安门）は、中華人民共和国を創建した毛沢東を讃えた、文化大革命時代の歌曲。旋律は清新で、リズムは活き活きしており、音域も9度（1オクターブ）の範囲に収まっているため、歌える場面が広く、児童の歌唱にも向いており、「兒歌」（童謡）としても定番となっている。この曲は、当時、大いに広まっていた「語録歌」（中国語: 语录歌）、「忠字歌」（中国語: 忠字歌）などと称された『毛主席語録』の内容に基づく歌曲が、紋切り型の行進曲調、応援歌調だったのとは異なり、当時から抜きん出た特徴をもっていた。政府のイデオロギー的要請から制作され、これに「金色の空（镀金的天空）」のモチーフを散りばめ、金色の縁取りを施した作品である。
中国では、大変よく知られた曲であり、人民網日本語版は「13億人の中国人のほとんど全員が ... 歌うことができると言えるだろう」と紹介している。

## 背景
この曲は、1970年9月に上海市で出版された『红小兵歌曲』上巻が初出であり、1971年には中央人民広播電台で放送され、1972年には中央新聞電影（中央新闻电影）が北京市のメーデーの園遊会の様子を捉えた文芸映画に、この曲名から『我爱北京天安门』と題名をつけ、この曲のレコードも制作された。同じく1972年には、国務院の文芸担当部局によって編まれた『戦地新歌 第一編（战地新歌 第一辑）』に、この曲が収録された。歌われて広まっていく中で、この曲はいよいよイデオロギー的にも用いられるようになり、様々な児童の舞踊のバージョンも作られるようになった。さらに、様々な楽器（例えば、アコーディオンや木琴の独奏）や、様式での演奏のために、多様な編曲が施されるようになった。1981年には、広東省の花城出版社が出版した『抒情歌曲集』にも収録された。
繰り返し歌われる中で、この曲は抒情歌曲を代表する作品となり、その時代の精神を代表する優れた作品をされるようになっていった。1979年に、当時副首相だった鄧小平がアメリカ合衆国を訪れた際には、アメリカの児童たちが中国語でこの曲を合唱して歓迎した。また、1984年のレーガン大統領の中国訪問に先んじて北京市で公演をおこなったアメリカ合衆国の芸術団が最初に披露した合唱が、この作品「我愛北京天安門」であった。

## 作者
この曲の作詞者は1970年当時小学5年生12歳だった金果臨（金果临）、作曲者は上海第六ガラス工場（上海第六玻璃厂）の見習い工だった19歳の金月苓（金月苓）であった。金月苓は、文化大革命後の1977年に中央音楽学院に進学して、後に有名な作曲家、指揮者となった譚盾や陳佐湟（陈佐湟）らと共に学び、卒業後は中国唱片公司上海公司に勤め、音楽編集の仕事に就いた。1999年に報道されたところによると、金月苓が作曲した抒情歌曲は、200から300曲に及び、中には全国的な音楽コンクールで入賞したものもあるという。

## 楽曲を引用した作品
- 香港97
- Sad Satan
- 中国 (映画)